# Royoporus badius
Royoporus badius är en svampart som först beskrevs av Christiaan Hendrik Persoon, och fick sitt nu gällande namn av A.B. De 1997. Royoporus badius ingår i släktet Royoporus och familjen Polyporaceae.   Inga underarter finns listade i Catalogue of Life.

## Bildgalleri

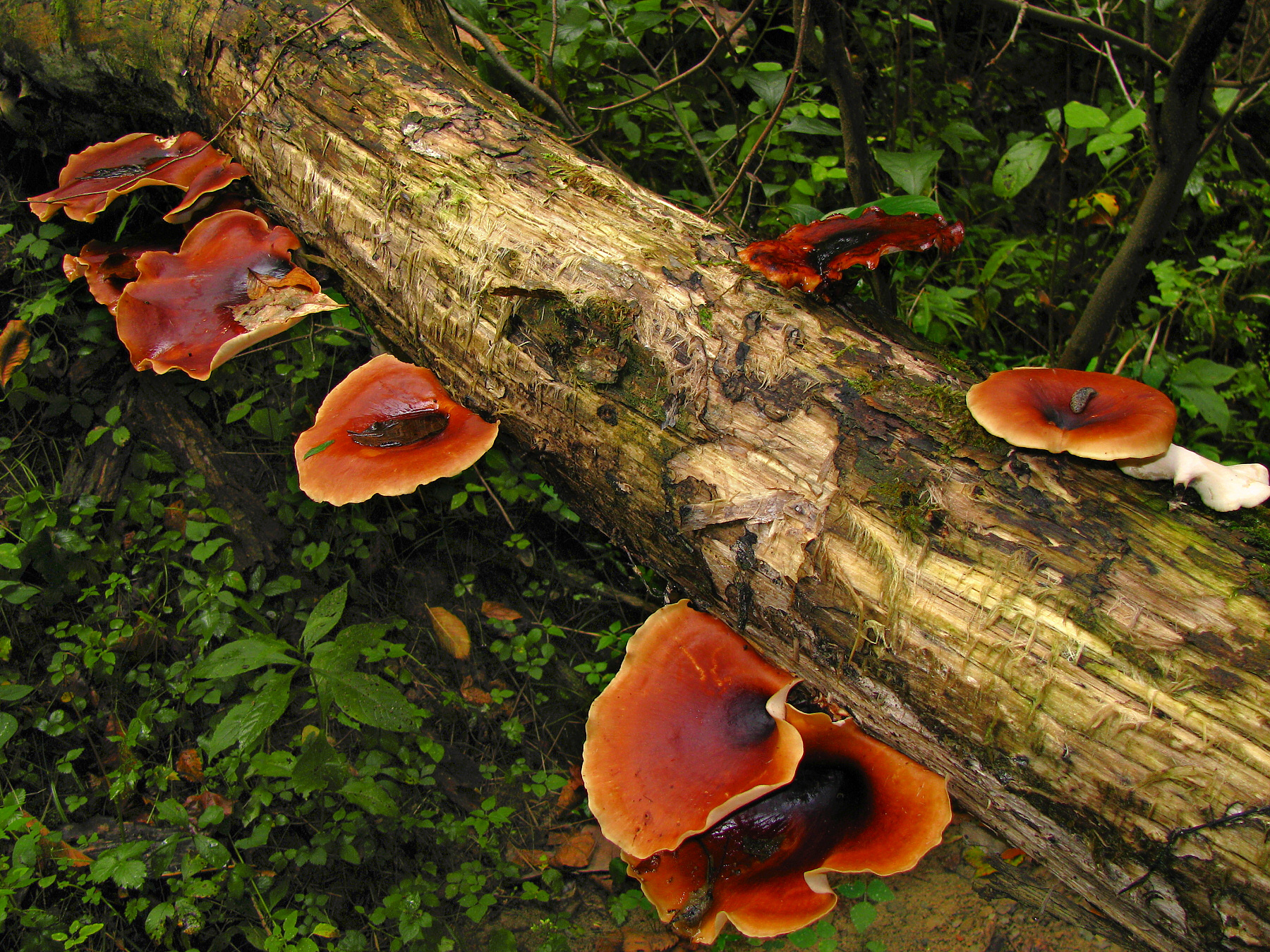
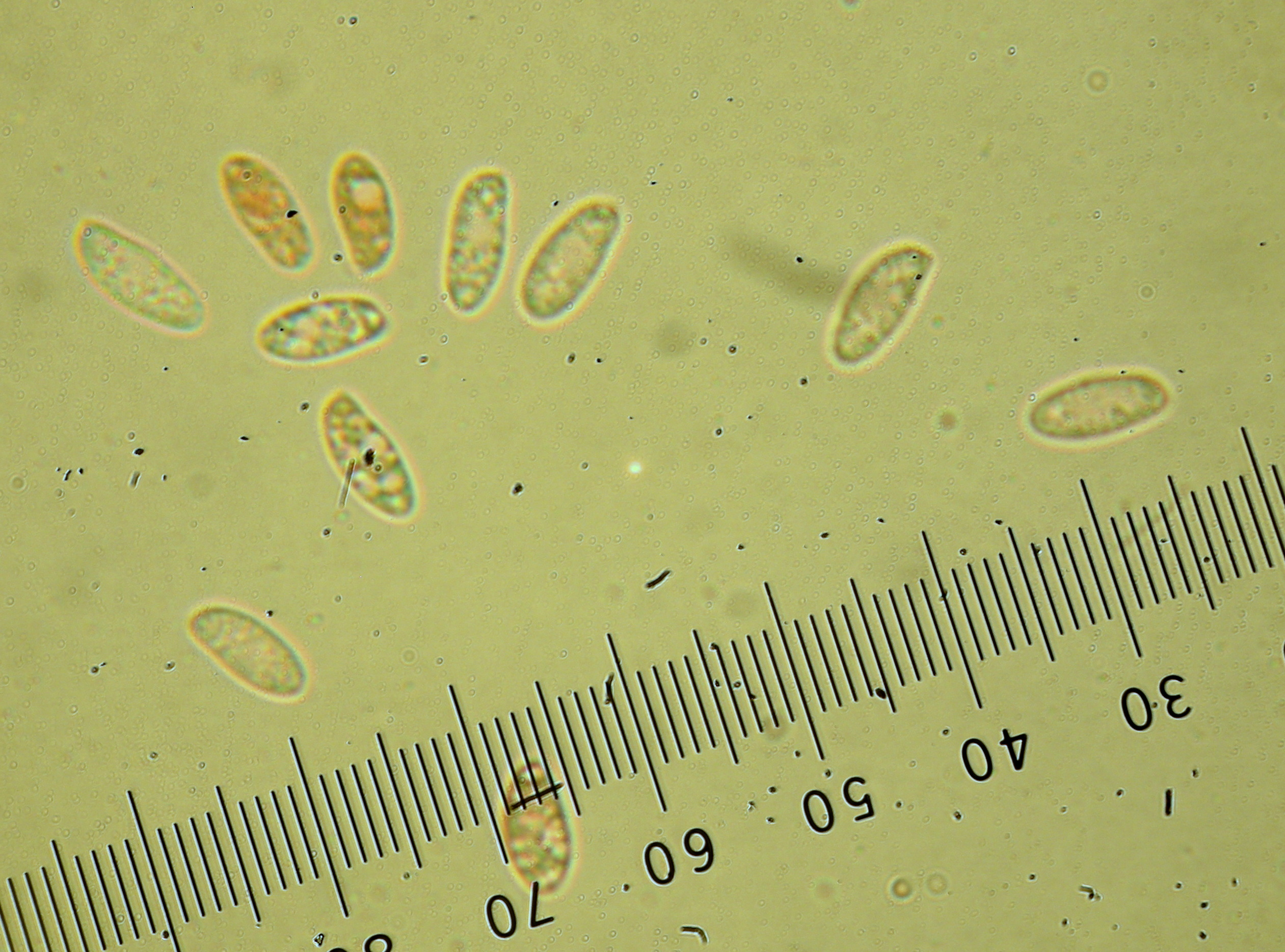
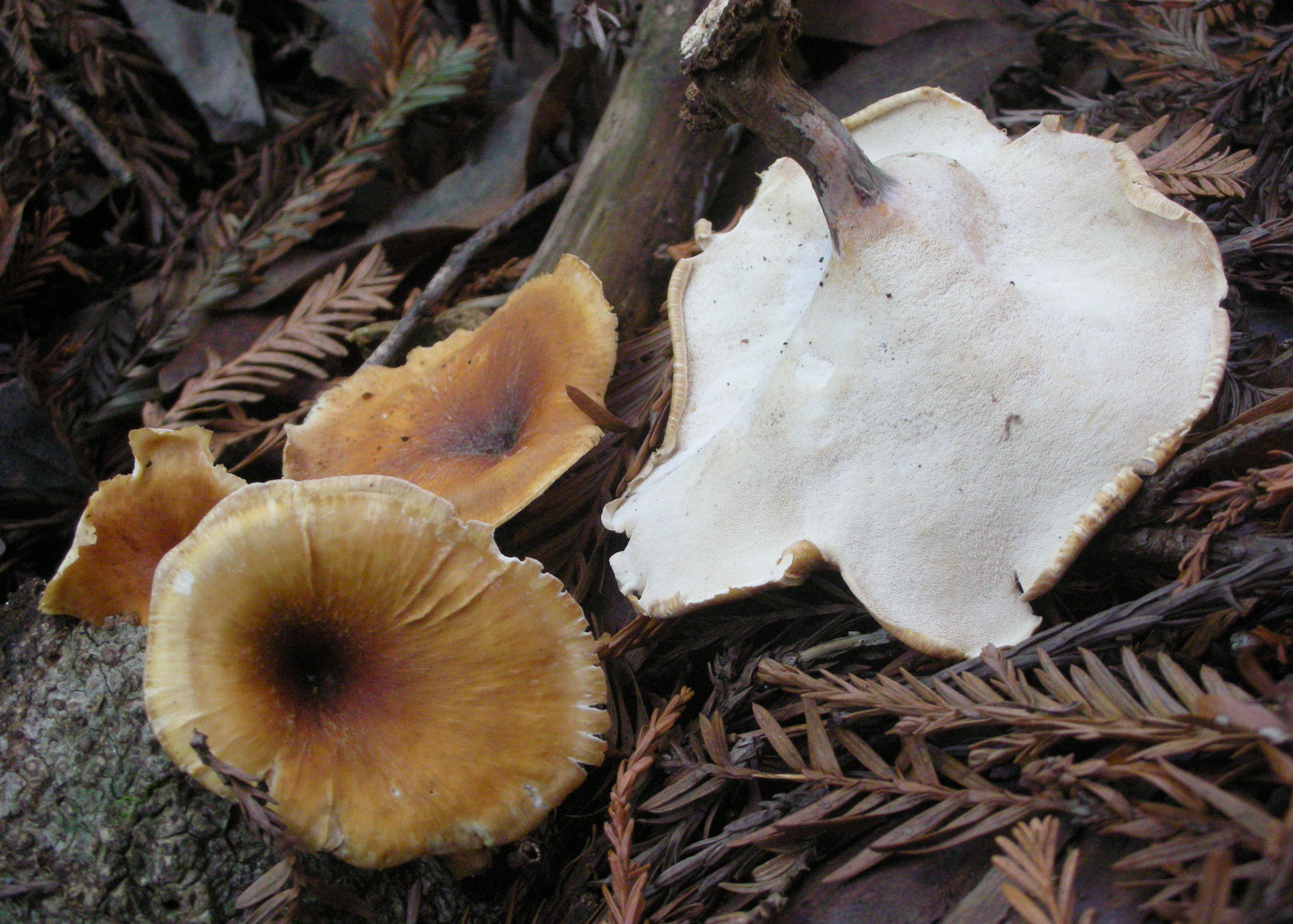
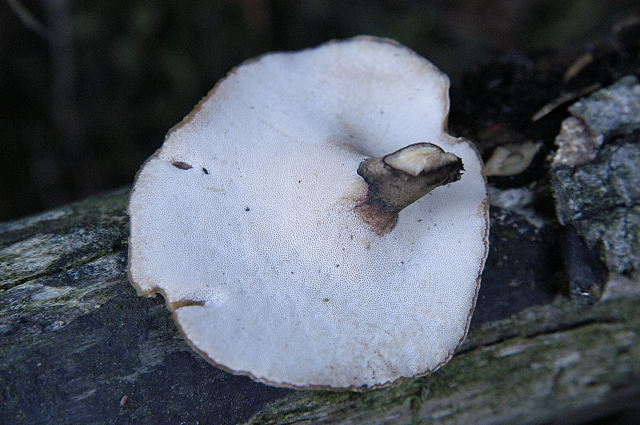
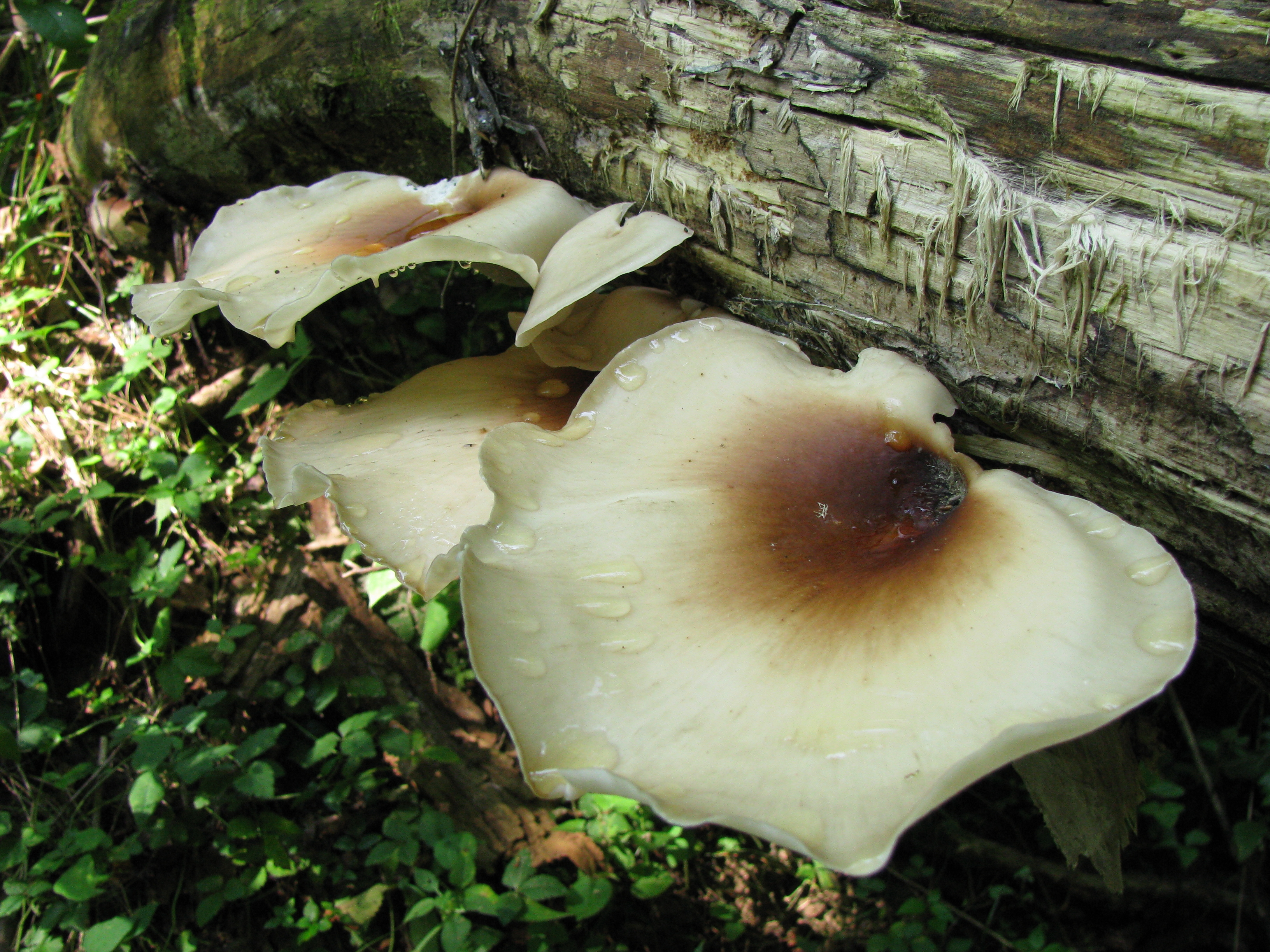
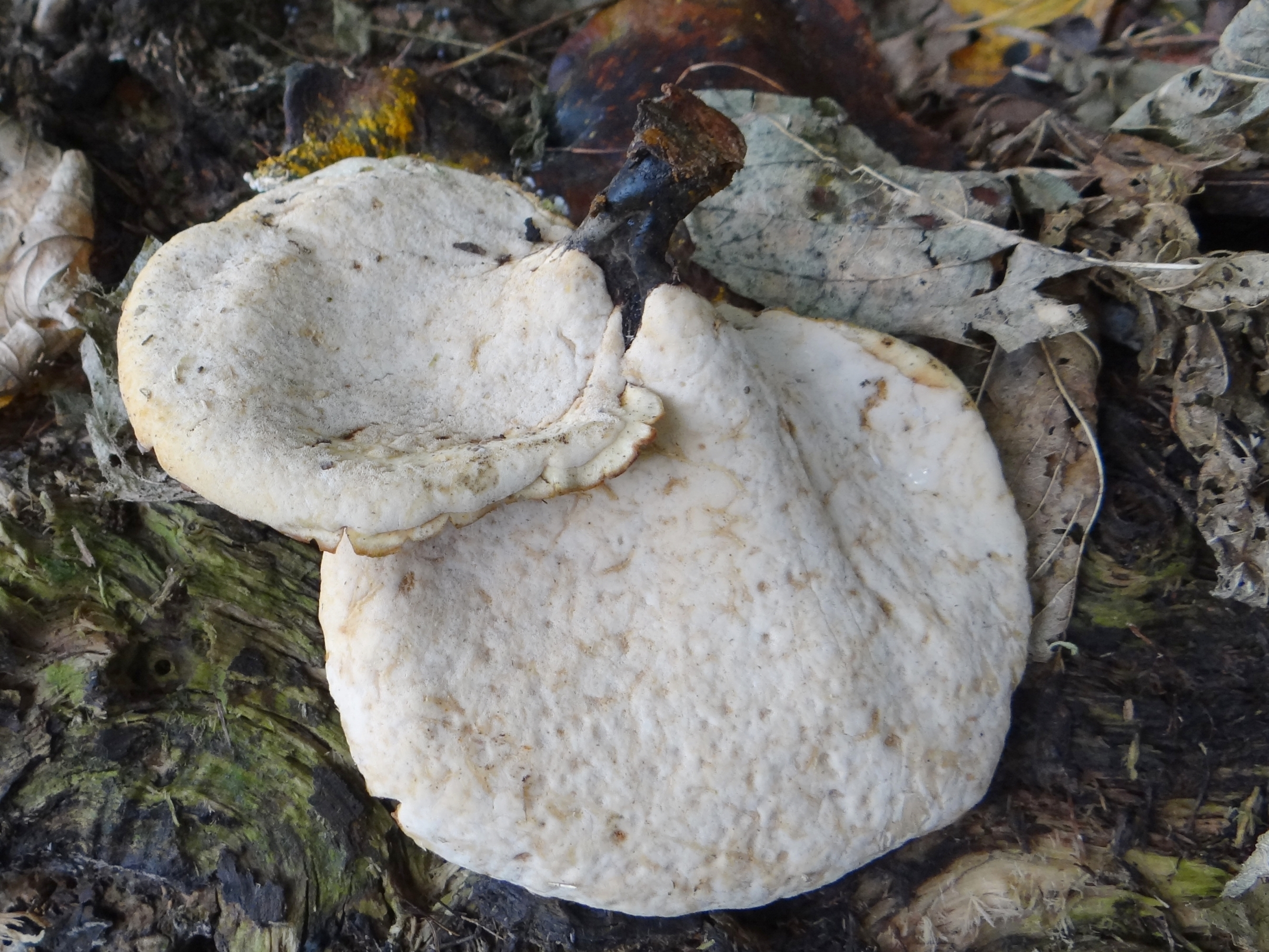
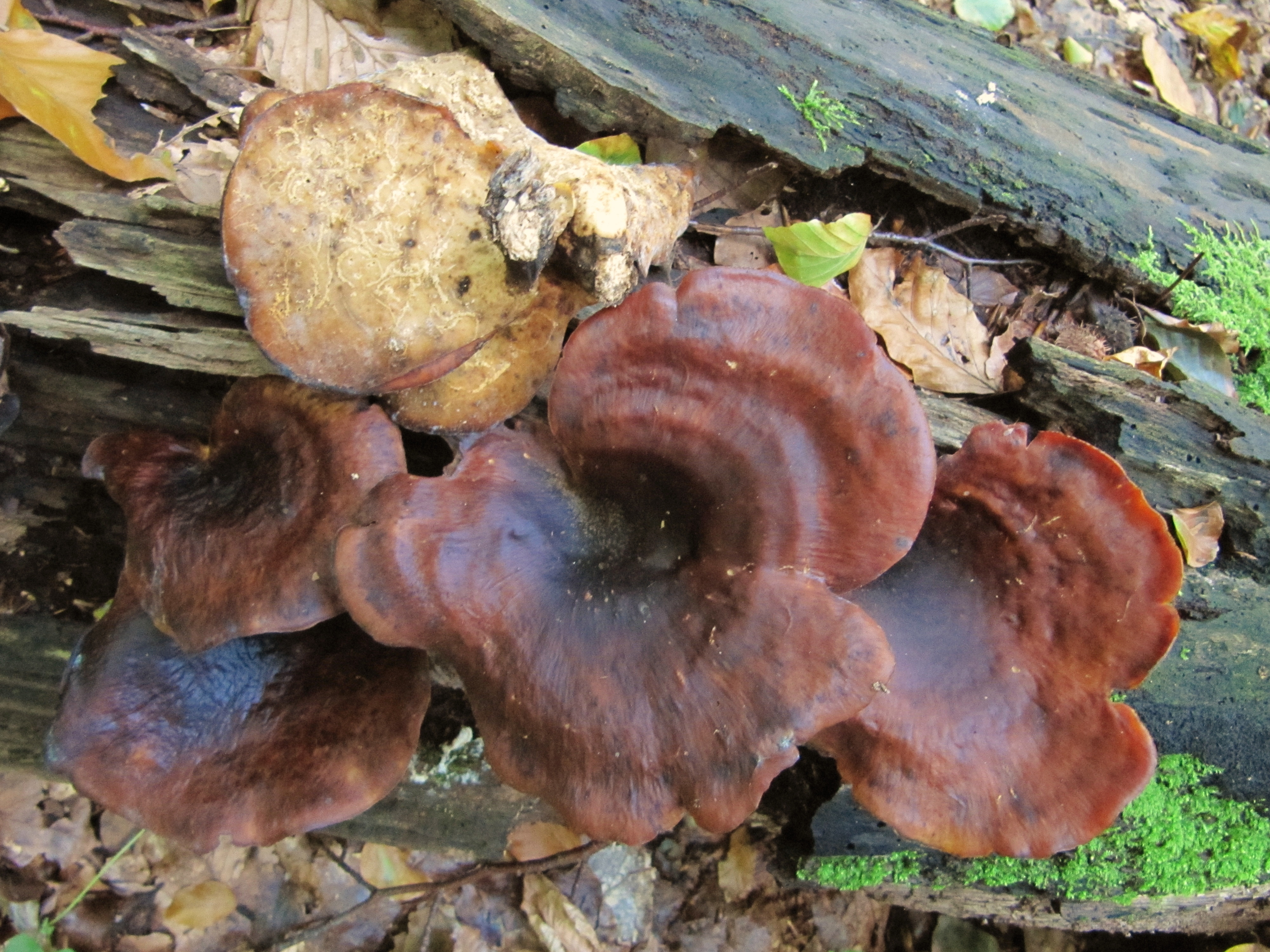
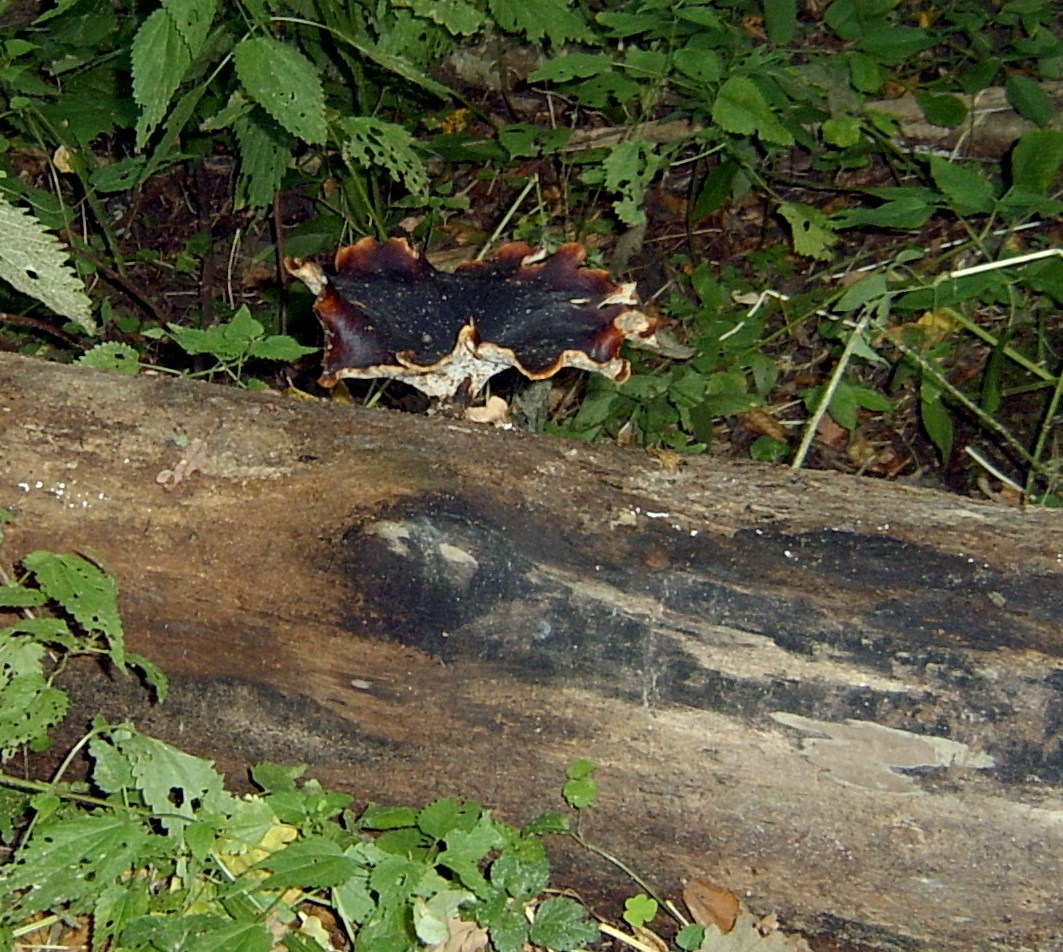